# Borgiallo
Borgiallo (Ël Borgial in piemontese) è un comune italiano di 595 abitanti della città metropolitana di Torino in Piemonte.

## Geografia fisica
Borgiallo si trova in Valle Sacra. Il territorio comunale culmina a quota 2.231 metri in corrispondenza della Punta di Santa Elisabetta (l'anticima meridionale della Quinseina).

## Storia

### Simboli
Lo stemma è in uso al comune anche se privo di formale decreto di concessione.
Il gonfalone è un drappo di bianco.

## Monumenti e luoghi d'interesse
Nella frazione San Carlo, a metà strada fra Borgiallo e Chiesanuova si trova la chiesa di San Carlo in Borgiallo dedicata al santo invocato contro la peste. Questa chiesa è caratterizzata da una pianta rettangolare e fondo a semicerchio e, sebbene non esistano dati certi sulla data di costruzione, si suppone che sia stata eretta per un atto di devozione, presumibilmente nei primi anni del Seicento.

## Società

### Evoluzione demografica
Abitanti censiti

### Etnie e minoranze straniere
Secondo i dati Istat al 31 dicembre 2017, i cittadini stranieri residenti a Borgiallo sono 84, così suddivisi per nazionalità, elencando per le presenze più significative:
1. Romania, 39

## Amministrazione
Di seguito è presentata una tabella relativa alle amministrazioni che si sono succedute in questo comune.
| Periodo        | Periodo        | Primo cittadino     | Partito              | Carica  | Note  |
| -------------- | -------------- | ------------------- | -------------------- | ------- | ----- |
| 31 maggio 1990 | 24 aprile 1995 | Bruno Novaria       | Democrazia Cristiana | Sindaco | [ 8 ] |
| 24 aprile 1995 | 14 giugno 1999 | Sergio Clerico      | Partito Democratico  | Sindaco | [ 8 ] |
| 14 giugno 1999 | 14 giugno 2004 | Francesca Cargnello | lista civica         | Sindaco | [ 8 ] |
| 14 giugno 2004 | 8 giugno 2009  | Francesca Cargnello | lista civica         | Sindaco | [ 8 ] |
| 8 giugno 2009  | 26 maggio 2014 | Mirko Roletto       | lista civica         | Sindaco | [ 8 ] |
| 26 maggio 2014 | 27 maggio 2019 | Francesca Cargnello | lista civica         | Sindaco | [ 8 ] |
| 27 maggio 2019 | in carica      | Francesca Cargnello | lista civica         | Sindaco | [ 8 ] |

### Altre informazioni amministrative
Il comune faceva parte della Comunità montana Val Chiusella, Valle Sacra e Dora Baltea Canavesana.